# 龙骨突

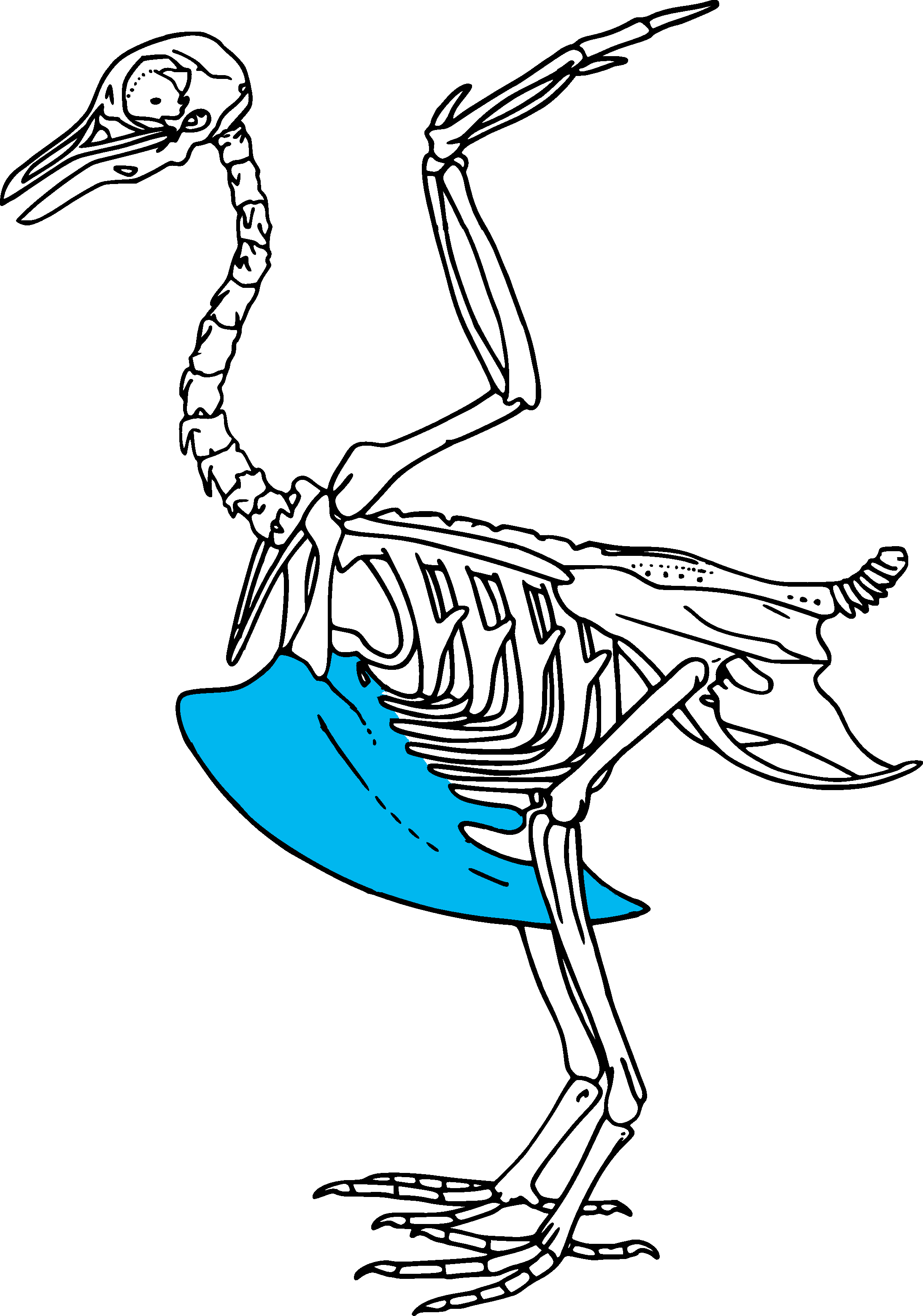
鸟类龙骨突（蓝色部分）示意图

龙骨突是鸟类及少数其他种类动物骨骼的一种特殊结构，表现为胸骨腹面正中的一条纵向的脊状突起，因与船底的龙骨相似而得名。鸟类于飞翔能力密切相关的乌喙肌附着于此，故在善飞的鸟类体内，龙骨突十分发达；而丧失飞翔能力的鸟类的龙骨突则不发达甚至趋向退化。